# Sébastien Mazé
Sébastien Mazé (París, 8 de febrer de 1984) és un jugador d'escacs francès que té el títol de Gran Mestre des de 2007.
A la llista d'Elo de la FIDE del setembre de 2020, hi tenia un Elo de 2557 punts, cosa que en feia el jugador número 12 (en actiu) de França. El seu màxim Elo va ser de 2594 punts, a la llista de maig de 2012 (posició 257 al rànquing mundial).

## Resultats destacats en competició
Mazé va obtenir el títol de Mestre Internacional el febrer de 2003, i el de GM el febrer de 2007.
El 2005 fou 2n a l'Obert Internacional de Calvià.
El seu quart lloc al campionat de França de 2008 li va permetre de participar en l'Olimpíada de Dresden el mateix any.
El 2010, empatà als llocs 1r–7è amb els Grans Mestres Aleksandr Riazàntsev, Vitali Golod, Leonid Kritz, Sebastien Feller, Christian Bauer, i Nadejda Kossíntseva a la 43a edició del Festival de Biel.
El 2012 empatà al segon lloc a l'Obert de Reykjavik (el campió fou Fabiano Caruana).
El 2014 va ser segon al Festival Sunway Sitges amb 6½ de 9, a mig punt del campió del torneig, el GM rus Vladímir Baklan.
El desembre de 2015 fou 2-8è (quart al desempat) del Sunway Sitges amb 6½ punts de 9 (els campió fou Marc Narciso).

## Altres activitats relacionades amb els escacs
El 2009 i el 2010, fou el segon d'Étienne Bacrot als importants torneigs d'Elistà, Dortmund i Nankin.
A partir de març de 2011, és coautor de la sèrie de llibres Chess Evolution.
Fou nomenat seleccionador de l'equip de França el juliol de 2013, i el novembre d'aquell any va dirigir el combinat francès al campionat d'Europa per equips a Varsòvia, el qual obtingué la medalla d'argent.